# Юхновичі (станція)
Ю́хновичі (біл. Юхнавічы) — станція Берестейського відділення Білоруської залізниці в Іванівському районі Берестейської області. Розташована за 1,7 км на північний схід від села Юхновичі.